# Thirsty Merc
Thirsty Merc — австралийская поп-рок группа, основанная в 2002 году Реем Тистлетвейт (вокалы, гитара, клавишные инструменты), Филом Стэк (бас-гитара), Карлом Робертсоном (барабаны) и Мэтью Бейкер (гитара). В 2004 Бейкер был заменен Шоном Кери, который был, в свою очередь, заменен Мэттом Смитом в 2010. Thirsty Merc выпустили один мини-альбом First Work (Сентябрь 2003) и три студийных альбома: Thirsty Merc (август 2004), Slideshows (апрель 2007) и Mousetrap Heart (июнь 2010). Группа продала более чем 200,000 альбомов, выступают по всей стране с концертами и их треки крутят по национальному радио.
Группа была номинирована на 4 премии ARIA Awards в 2005 году. Трек " 20 Good Reasons ", написанный Тистлетвейтом, номинирована на Песню Года APRA Music Awards of 2008. С 2006 года их песня " In the Summertime " была заставкой на австралийском ТВ-шоу Bondi Rescue.

## История
Три из участников группы Thirsty Merc — Мэтью Бейкер, Карл Робертсон и Фил Стэк — играли вместе в различных группах в Даббо, региональный город Нового Южного Уэльса. В 1996 была сформирована группа Drown Бейкером (гитара), Робертсоном (барабаны), Питером Джэмисоном (вокал) и Стек (бас-гитара). К 1998 Бейкер, Джэмисон и Стек разделились, чтобы сформировать Twenty Two и затем переехали в Сидней. В 2002 Бейкер и Стек возвратились в Даббо, где Рей Тистлетвейт из Сиднея, как солист (позже также на гитаре и клавишных инструментах), и Стек работали живым джазовым дуэтом. К ним присоединились Бейкер и Робертсон, и сформировалась группа жанра поп-рок, первоначально названная Thirsty; вскоре после этого, они переехали в Сидней и были
переименованы в Thirsty Merc. Название группы произошло от старого Mercedes Benz Тистлетвейта, который был неэкономичным автомобилем.

### First Work
Первый мини-альбом Thirsty Merc назывался First Work, выпущенный 8 сентября 2003 году код лейблом Don’t Music и Warner Music Australia. CD с пятью треками был зарегистрирован в студии, где работал Тистлетвейк. EP вошёл в top 100 на [[ARIA Singles
Chart]]; а её ведущий сингл «Wasting Time» транслировалась на радиостанциях Triple J и Nova. Самофинансируемый клип на сингл показывали по Channel V, и стал 'ripe clip of the week'. Во время записи EP группа была без лейбла. После представитель от Уорнера подписал контракт на выпуск EP и развитие сингла " Emancipate Myself ", который был переделан в версию EP трека. Он был выпущен в апреле 2014.

### Дебют студийного альбома
16 августа 2004 года Thirsty Merc выпустил свой дебютный студийный альбом «Thirsty Merc». Также в том месяце, до национального тура в поддержку его выпуска, Бейкер уехал и был замененн Шоном Кери. Альбом провёл 48 недель в ARIA Albums Chart Top 50, достигая 15 места. Thirsty Merc достиг 29 места в RIANZ Albums Chart в Новой Зеландии. Пять синглов были выпущены от «Thirsty Merc»: «Emancipate Myself», «My Completeness» (Август 2004), «Someday, Someday» (Декабрь 2004), «In the Summertime» (Aпрель 2005) и «When the Weather Is Fine» (Сентябрь 2005). Все пять появились в хит-параде ARIA Singles Chart top 50, с самым высоким значением стал сингл «Someday, Someday» с достижением 19 строчки. Из этих синглов только «In the Summertime» достиг 12 строчки top 50 в Новой Зеландии. Рекорд альбома в США и Европе состоялся в 2006 году род лейблом Atlantic Records. «In the Summertime» был номинирован ARIA Music Awards of 2005 на «Лучшие видео», в то время как «Someday, Someday» был номинирован на «Сингл Года», «Лучшая Группа», и «Лучший поп реализ». На церемонии в октябре, группа выступила с синглом «Someday, Someday». В феврале 2007 они поддержали Ozzy Osbourne на австралийском этапе национального тура.

### Slideshows
21 апреля 2007 был выпущен второй альбом Thirsty Merc — «Slideshows» с Warner Music Australia. Это стал самый успешный альбом группы достигший максимума на 4 месте в Австралии, хотя в Новой Зеландии он стал меньше успешный, достигая только 38 места. Чтобы поддержать выпуск Slideshows, Thirsty Merc ездят по Австралии, выступая в театрах, а затем появильсь различные региональные туры, самый большой в котором было 38 шоу, заказанных через семь недель. Альбоме сначала появился единственный сингл «20 Good Reasons» (март 2007), который достиг 4 строчки в Австралии и 17 в Новой Зеландии. В июне они поддержали Evermore на тур по Новой Зеландии, демонстрируя их «уникальную смесь танца поп-рока — способное сложение баллад». Следующие три сингла появились в top 100 в Австралии: « The Hard Way» (Сентябрь), «Those Eyes» (Декабрь) и «Homesick» (Май 2008).

### Mousetrap Heart
14 января 2010 Thirsty Merc объявил о том, что Кери оставил группу и был заменен Мэттом Смит из The Strides. Кери объяснил это тем, что хочет проводить больше время с женой. 18 июня 2010 Thirsty Merc выпустил третий альбом «Mousetrap Heart», который был зарегистрирован главным образом в Лос-Анджелесе с Matt Wallace, в то время как два сингла были произведены в Мельбурне с Gravina.
Группа совершила поездку в июле 2010, чтобы поддержать альбом, в то время как сингл, заглавная песня, появился в мае и попал в top 30 ARIA Singles Chart. Реализ второго сингла «Tommy and Krista» состоялся в сентябре, который достиг максимума 10 строчки в Новой Зеландии. Другой сингл, «All My Life», был показан в клипе для AFL 2010 года великий финал.

## Состав группы
| Период                 | Состав             | Состав     | Состав     | Состав         | Состав         |
| ---------------------- | ------------------ | ---------- | ---------- | -------------- | -------------- |
| 2002 — 2004            | Rai Thistlethwayte | Phil Stack | Matt Baker | Karl Robertson |                |
| 2004 — 2009            | Rai Thistlethwayte | Phil Stack | Matt Baker | Sean Carey     | Karl Robertson |
| 2010 — 2014            | Rai Thistlethwayte | Phil Stack | Matt Baker | Karl Robertson |                |
| 2014 — настоящее время | Rai Thistlethwayte | Phil Stack | Matt Baker |                |                |

Бывшие участники
- Matt Baker — гитара, бэк-вокал
- Sean Carey — гитара, бэк-вокал
- Karl Robertson — барабаны, ударные

## Дискография

### Студийные альбомы
| Название        | Информация                                                                         |
| --------------- | ---------------------------------------------------------------------------------- |
| Thirsty Merc    | - Релиз: 16 августа 2004 - Лейбл: Warner Music Australia (5046740052) - Формат: CD |
| Slideshows      | - Релиз: 21 апреля 2007 - Лейбл: Warner Music Australia (5046740052) - Формат: CD  |
| Mousetrap Heart | - Релиз: 18 июня 2010 - Лейбл: Warner Music Australia (5046740052) - Формат: CD    |

### Мини-альбомы
| Название   | Информация                                                 |
| ---------- | ---------------------------------------------------------- |
| First Work | - Релиз: 8 сентября 2003 - Лейбл: Don't Music - Формат: CD |

### Синглы
С «First Work»
| Название сингла | Дата выпуска |
| --------------- | ------------ |
| «Wasting Time»  | 2003         |

С «Thirsty Merc»
| Название сингла            | Дата выпуска |
| -------------------------- | ------------ |
| «Emancipate Myself»        | 2004         |
| «My Completeness»          | 2004         |
| «Someday, Someday»         | 2004         |
| «In the Summertime»        | 2004         |
| «When the Weather Is Fine» | 2005         |

С «Slideshows»
| Название сингла   | Дата выпуска |
| ----------------- | ------------ |
| «20 Good Reasons» | 2007         |
| «The Hard Way»    | 2007         |
| «Those Eyes»      | 2007         |
| «Homesick»        | 2008         |

С «Mousetrap Heart»
| Название сингла    | Дата выпуска |
| ------------------ | ------------ |
| «Mousetrap Heart»  | 2010         |
| «Tommy and Krista» | 2010         |
| «All My Life»      | 2010         |

## Номинации и награды

### 2005
Премия ARIA Music Awards представляется с 1987. Australian Recording Industry Association (ARIA).
| Премия            | Номинация         | Номинированная работа                                      | Результат |
| ----------------- | ----------------- | ---------------------------------------------------------- | --------- |
| ARIA Music Awards | Лучший клип       | " In the Summertime " — Adrian Van De Velde — Thirsty Merc | Номинация |
| ARIA Music Awards | Сингл года        | «Someday, Someday»                                         | Номинация |
| ARIA Music Awards | Лучшая группа     | «Someday, Someday»                                         | Номинация |
| ARIA Music Awards | Лучший поп реализ | «Someday, Someday»                                         | Номинация |

### 2006
Премия APRA Awards представлена с 1982. Australasian Performing Right Association (APRA).
| Премия            | Номинация                   | Номинированная работа                                    | Результат |
| ----------------- | --------------------------- | -------------------------------------------------------- | --------- |
| APRA Music Awards | Most Played Australian Work | " Someday, Someday " (Rai Thistlethwayte) - Thirsty Merc | Номинация |

### 2008
| Премия            | Номинация                   | Номинированная работа                                   | Результат |
| ----------------- | --------------------------- | ------------------------------------------------------- | --------- |
| APRA Music Awards | Песня года                  | " 20 Good Reasons « (Rai Thistlethwayte) - Thirsty Merc | Номинация |
| APRA Music Awards | Most Played Australian Work | » 20 Good Reasons " (Rai Thistlethwayte) - Thirsty Merc | Номинация |